# Philip R. Rosendahl
Philip Rosendahl (31. května 1893, Sakskøbing – 4. října 1974) byl dánský státní úředník a první guvernér severního inspektorátu Grónska.

## Životopis
Philip R. Rosendahl se narodil 31. května 1893 v dánském Sakskøbingu jako syn Sophuse Emila Rosenahla a Elise Cathrine Ottosenové. Philip Rosendahl pracoval v letech 1913 až 1914 jako novinář pro grónskou správu. V roce 1916 dokončil studium práv a o dva roky později se oženil s 23letou Agnes Johanne Erichsenovou. V letech 1916 až 1919 pracoval v Qaqortoqu. V letech 1925 až 1939 byl prvním guvernérem severního inspektorátu Grónska. Poté byl do roku 1963 vedoucím kanceláře grónské správy. V letech 1950 až 1952 se podílel na reformě grónské správy. Kromě toho se v této době věnoval rybolovu, lovu a ekonomice. Byl velkým příznivcem malíře Jakoba Danielsena.
Jeho synem byl stavební inženýr Gunnar P. Rosendahl (1919–1996), který se oženil s dánskou sociálnědemokratickou ministryní Lise Østergaardovou.